# 그레고리우스 투로넨시스
그레고리우스 투로넨시스(라틴어: Gregorius Turonensis, 프랑스어: Grégoire de Tours: 538년 11월 30일 ~ 594년 11월 17일)는 갈로로마인 역사가, 성직자, 메로베우스 왕조 하 아우스트라시아의 투르 주교였다. 갈리아 성직자 집단의 주도적 지위에 있었다. 태어났을 때 게오르기우스 플로렌티우스 (라틴어: Georgius Florentius)라고 명명되었지만, 이후 모계의 증조부에게 경의를 표하며 그레고리우스의 이름이 더해졌다. 후기 속라틴어로 저술했지만, 자신의 저작이 많은 청중에게 닿도록 하는 철저한 책략이었다고 한다. 저작은 후대의 연대기 작가에 의해 붙여진 《프랑크 역사》(라틴어: Historia Francorum)의 이름으로 알려진 《역사십권》(Decem Libri Historiarum)이 유명하고, 또한 저서 《성인전》도 메로베우스 왕조 시기 갈리아의 생활과 신앙의 귀중한 사료이다.

## 생애
그레고리우스는 갈리아 중부의 오베르뉴 지방 클레르몽에서 갈로 로마 사회의 상류계급인 플로렌티우스의 아들로 태어났다. 어머니가 아르멘탈리아 2세 리옹 주교 니케티우스의 조카였고, 제네바의 원로원 의원 플로렌티누스와 랑그레의 그레고리우스의 손녀였기 때문에 아버지도 클레르몽의 전 원로원의 지위에 있었다. 그레고리우스는 자신의 주변인들로부터 유명한 여러 주교와 성인의 이름을 들을 수 있었다. 실제로 그가 태어날 무렵, 그의 일족은 투르, 리옹, 랑그레의 주교직을 사실상 독점하고 있었다. 또 그레고리우스에 의하면, 그의 선임인 투르 주교 18명 중 5명 이외는 그와 혈연관계에 있었다고 한다. 또한 갈리아의 초기 순교자 웨티우스 에파가투스가 그의 아버지의 조상이다. 그레고리우스의 어린 시절에 그의 아버지는 사망했고, 과부가 된 어머니는 자신의 소유지가 있는 부르고뉴로 이주했다. 그는 평생의 대부분을 투르에서 보냈지만, 파리에 관한 한 견문은 넓었다. 그가 살았던 거친 세계는 고전 고대 세끼의 멸망과 초기 중세 유럽의 새로운 문화의 경계에 위치했다. 그레고리우스는 메로베우스 왕조의 프랑크인 문화와 갈리아 남부의 갈로 로마 문화의 경계에도 살고 있었다.
투르에서 그레고리우스는 모든 것을 듣거나 메로베우스 문화의 영향 하에 놓인 모든 사람을 만날 수 있는 입장에 있지는 않았다. 투르는 통행이 활발한 루아르강의 수로에 위치했다. 투르에서 5개의 로마 가도가 출발했고, 투르는 스페인을 건너 아퀴타니아와 프랑크 북방을 연결하는 간선도로 위에 위치하고 있었다. 북쪽의 프랑크인의 영향과 남쪽의 갈로 로마의 영향은 주로 투르에서 접촉하고 있었던 것이다. 성 마르티누스의 민중적인 믿음의 중심지로서, 투르는 순례지, 병원, 정치적 피난 장소가 되었고, 폭력과 혼란의 시기에 메로베우스 왕조의 중요한 정치 지도자가 투르로 도망 왔다.
그레고리우스는 4명의 프랑크 왕, 시기베르투스 1세, 킬페리쿠스 1세, 곤트라누스 1세, 킬데베르투스 2세와의 개인적인 관계에 어려움을 겪었다.

## 같이 보기
- 베다 베네라빌리스
- 요르다네스